# Spirostreptus erythropleurus
Spirostreptus erythropleurus är en mångfotingart som beskrevs av Pocock 1894. Spirostreptus erythropleurus ingår i släktet Spirostreptus och familjen Spirostreptidae. Inga underarter finns listade i Catalogue of Life.